# Свадебный подарок, или Всё как у людей
«Свадебный подарок, или Всё как у людей» (англ. The Catered Affair) — кинофильм, мелодрама режиссёра Ричарда Брукса. Экранизация пьесы Пэдди Чаевски.

## Сюжет
Том и Агнес Хёрли — небогатая супружеская чета, которая не позволяет себе никаких лишних расходов. Тем не менее, когда приходит время выдать замуж дочь Джейн, Агнес решает, что на свадьбе экономить не стоит. Молодожёны Джейн и Ральф выступили против шикарной свадьбы и массы гостей. Том, много лет копивший деньги на собственный таксомотор, также против. Между тем Агнес уже успела растрезвонить друзьям и родственникам о готовящемся торжестве.

## В ролях
- Бетт Дейвис — Агнес Хёрли
- Эрнест Боргнайн — Том Хёрли
- Дебби Рейнольдс — Джейн Хёрли
- Барри Фицджеральд — Джек Конлон
- Род Тейлор — Ральф Халлоран
- Мадж Кеннеди — Миссис Джо Холлоран

## Премьеры
- — 14 июня 1956 года состоялась мировая премьера фильма в США.
- — Европейская премьера фильма состоялась 27 октября 1956 года в Риме (Италия).
- — с января 1965 года фильм демонстрировался в советском кинопрокате под названием «Свадебный завтрак»[1].

## Премии и номинации
- 1956 — Премия Национального совета кинокритиков США — лучшая актриса роли второго плана (Дебби Рейнольдс).